# Gran Via (Madrid)
La Gran Via è una delle principali strade di Madrid in Spagna. Comincia dalla Calle de Alcalá e termina nella Plaza de España.

## Descrizione
È un importante luogo di riferimento della città fin dalla sua costruzione all'inizio del XX secolo dal punto di vista commerciale, turistico e come posto di ritrovo.
È famosa per le sue sale cinematografiche, sebbene attualmente in parte chiuse o riconvertite con evidente successo in teatri di musical, tanto che il tratto che parte da Plaza del Callao fino a Plaza de España si conosce come la Broadway madrilena, tra la rete di San Luis e Callao ospita tra gli altri i negozi delle catene internazionali della moda.

## Storia
L'inizio dei lavori di questa importantissima arteria cittadina risale al 1910 sotto il regno di Alfonso XIII, ma già nel 1862 si era pensato ad una calle che fosse allo stesso tempo elegante ed attraente.
Il primo tratto fino alla rete di San Luis fu completato nel 1915, il secondo fino a Plaza del Callao venne terminato nel 1917, il terzo e ultimo non venne inaugurato prima del 1931.

Veduta della Gran Via

## Galleria d'immagini

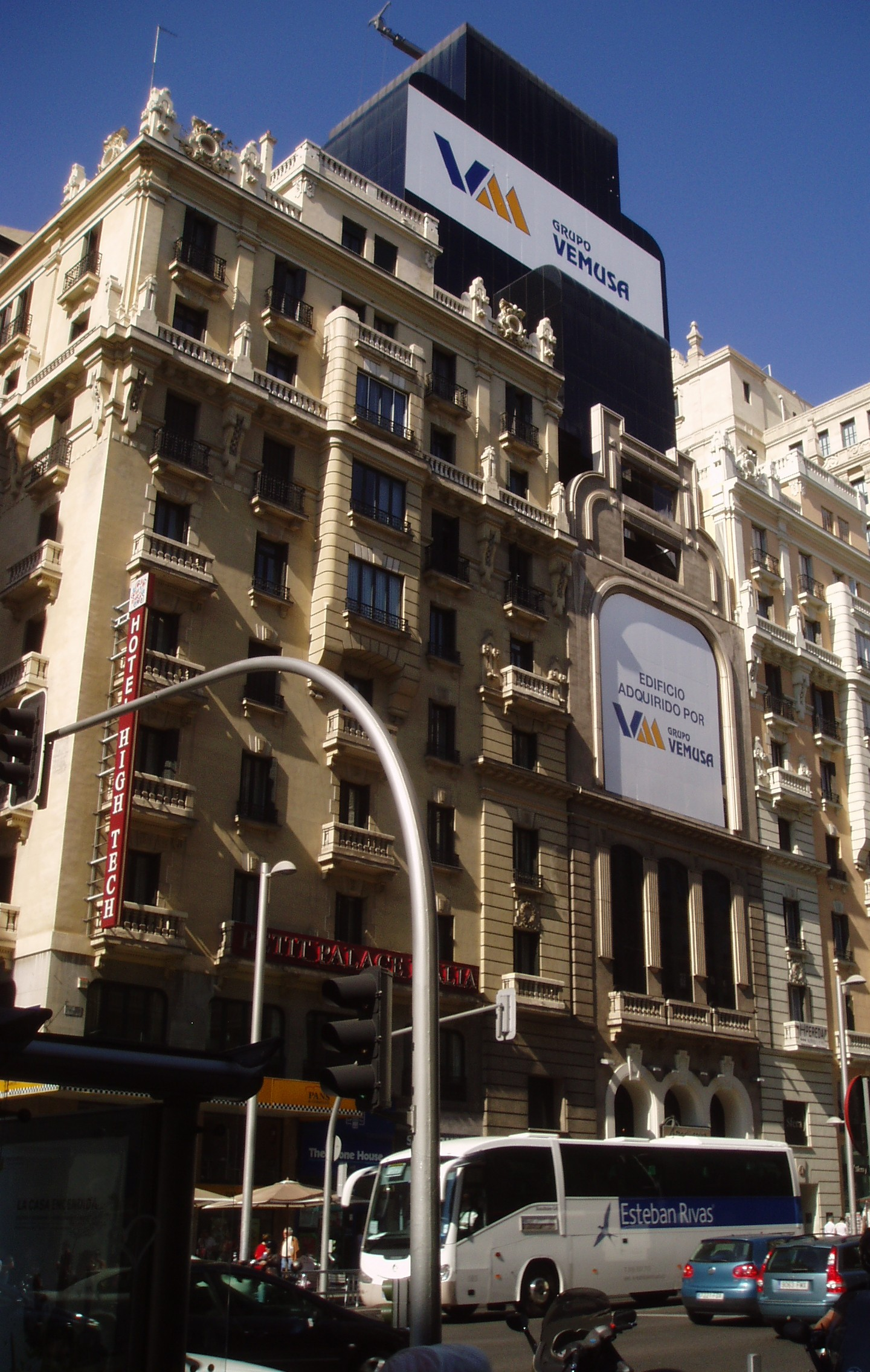
Ex Teatro Fontalba
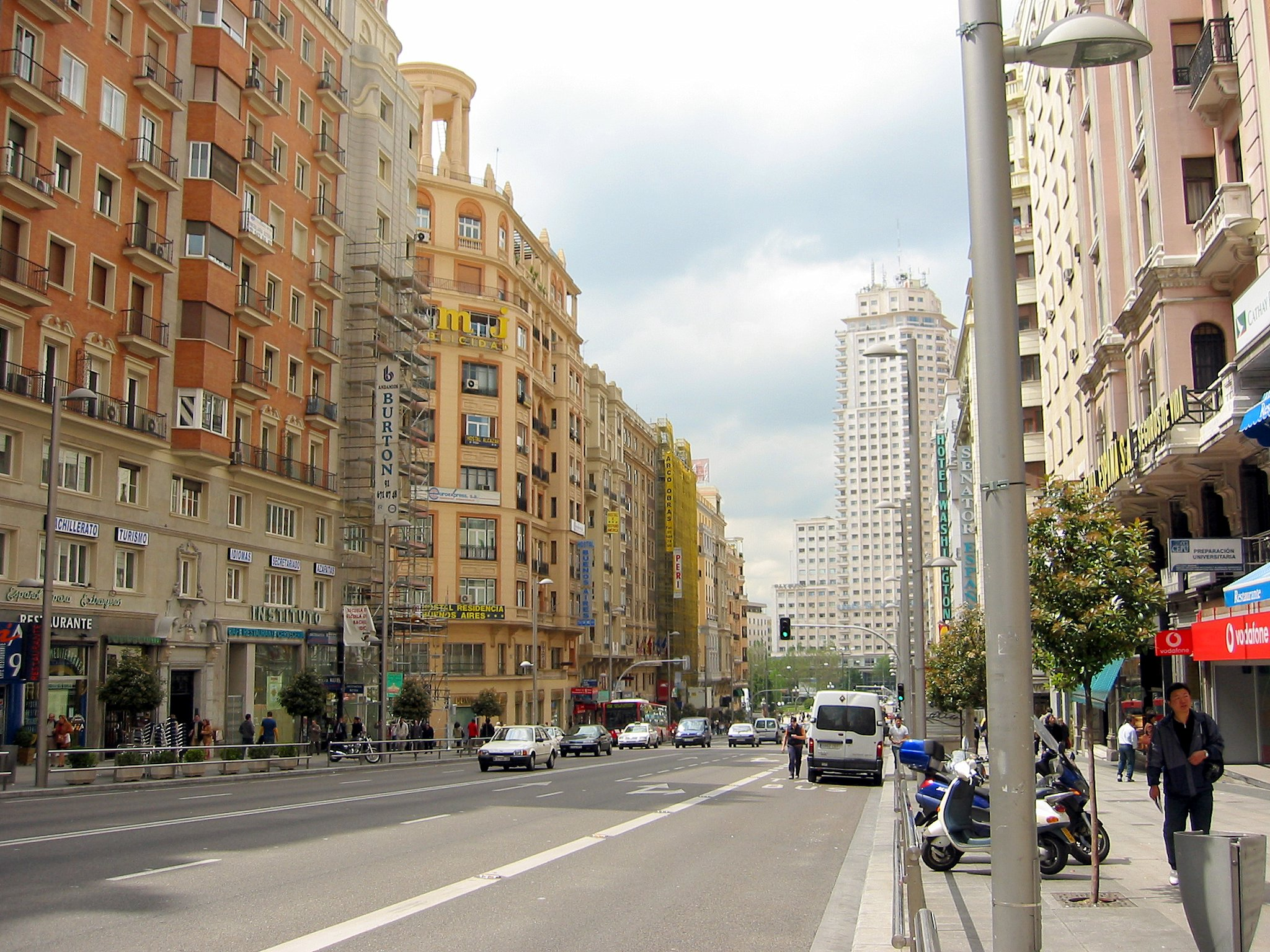
Verso Plaza de España
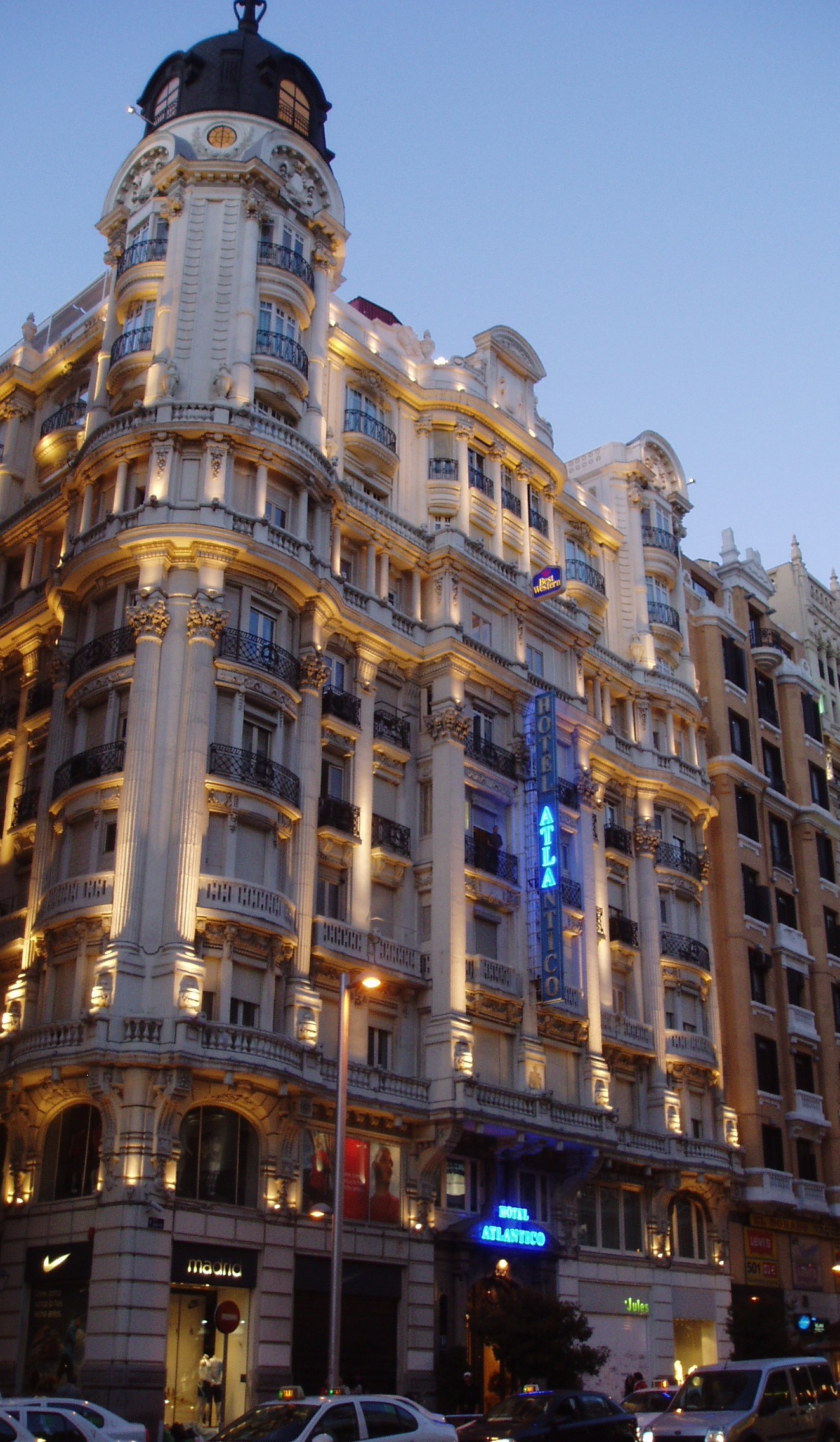
Hotel Atlántico
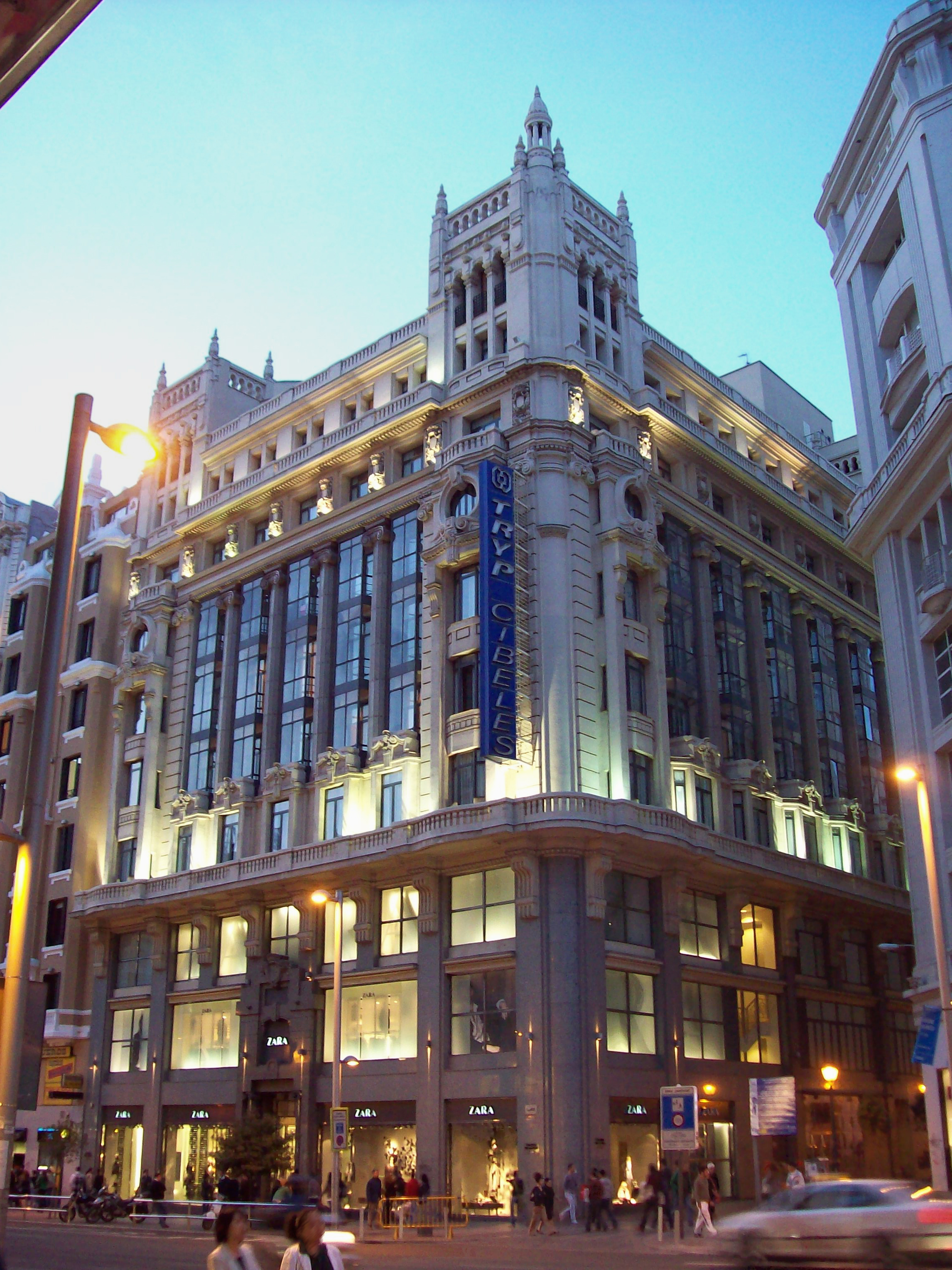
Hotel Cibeles
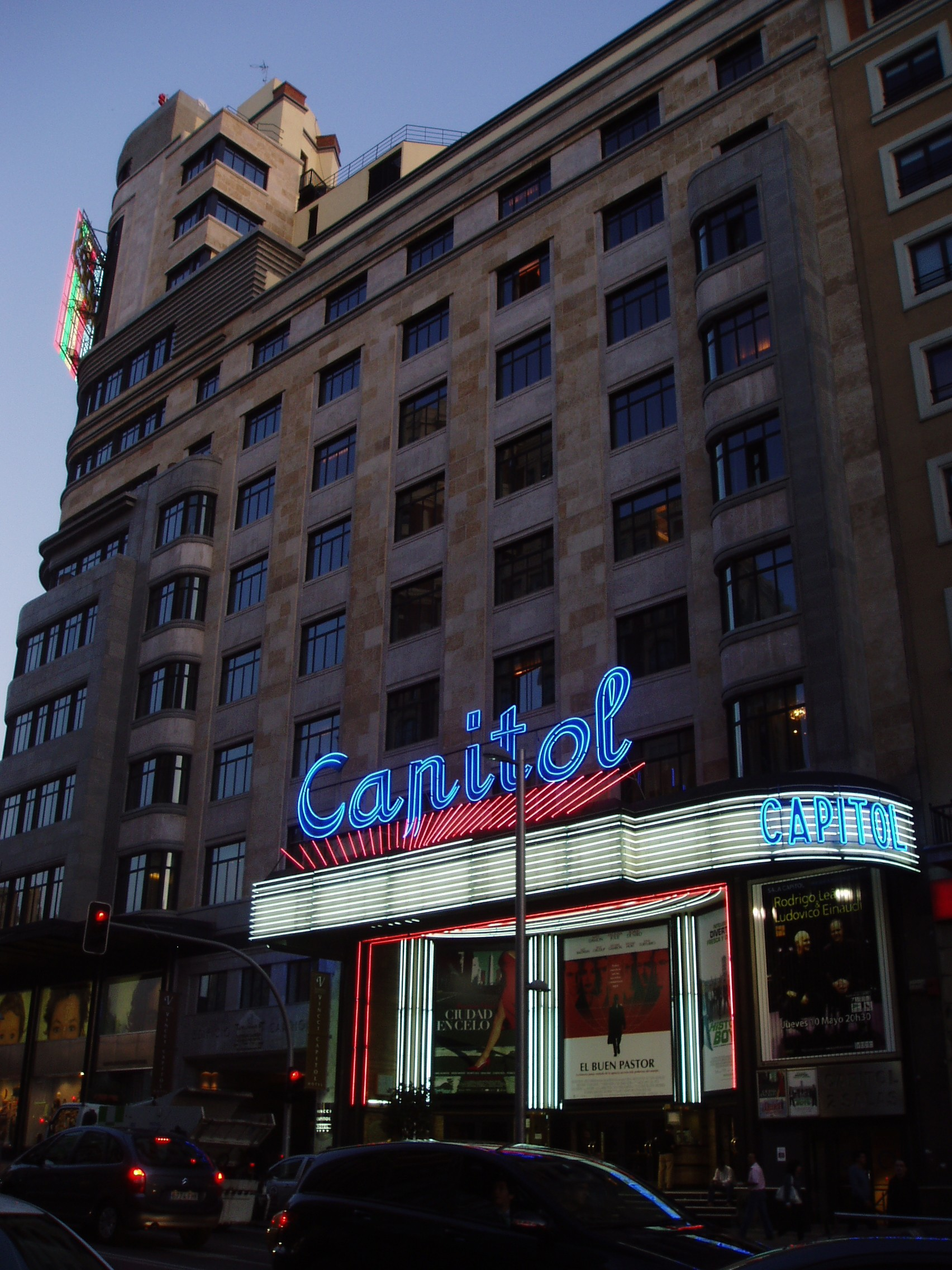
Edificio Capitol
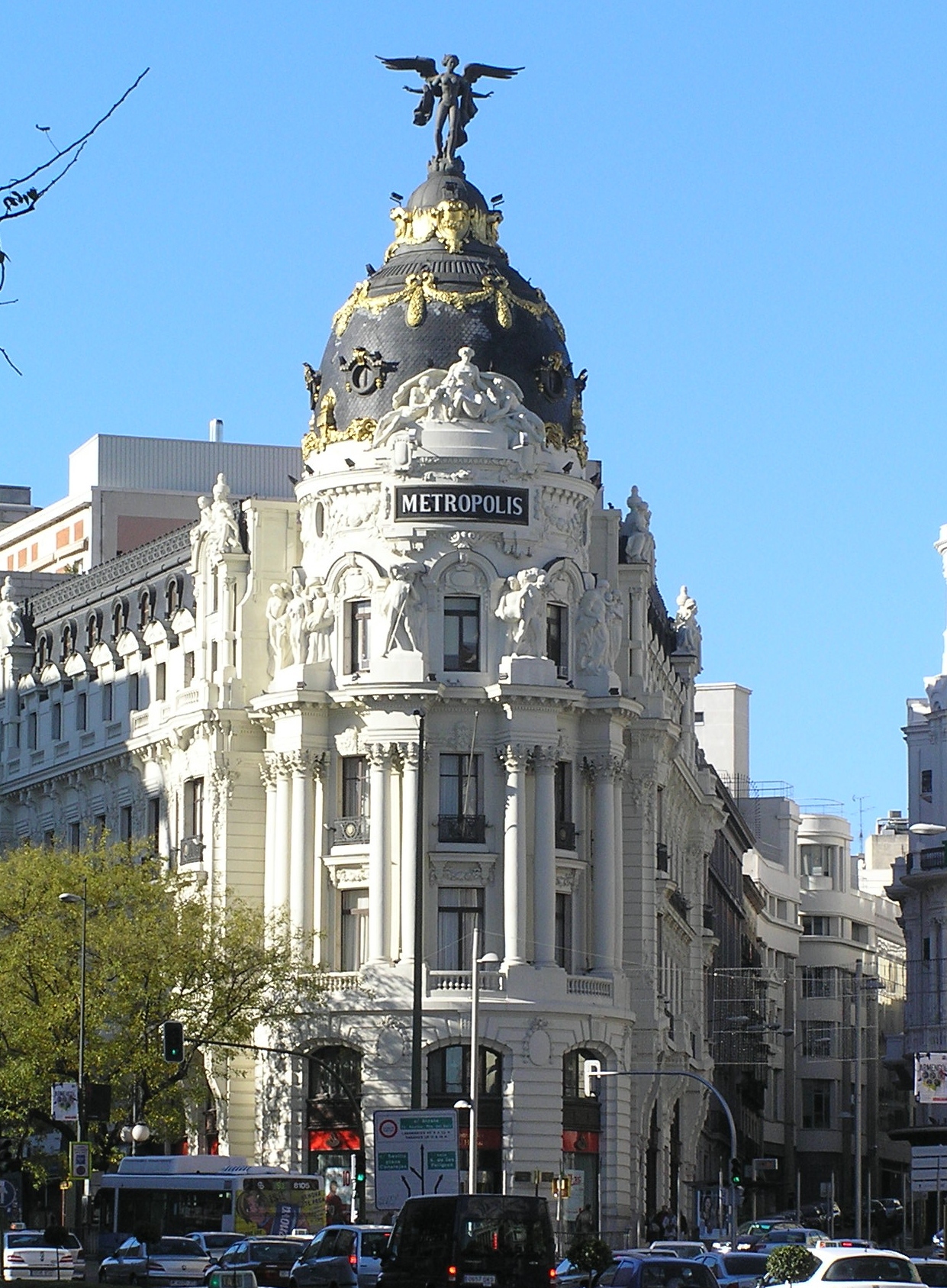
Edificio Metrópolis
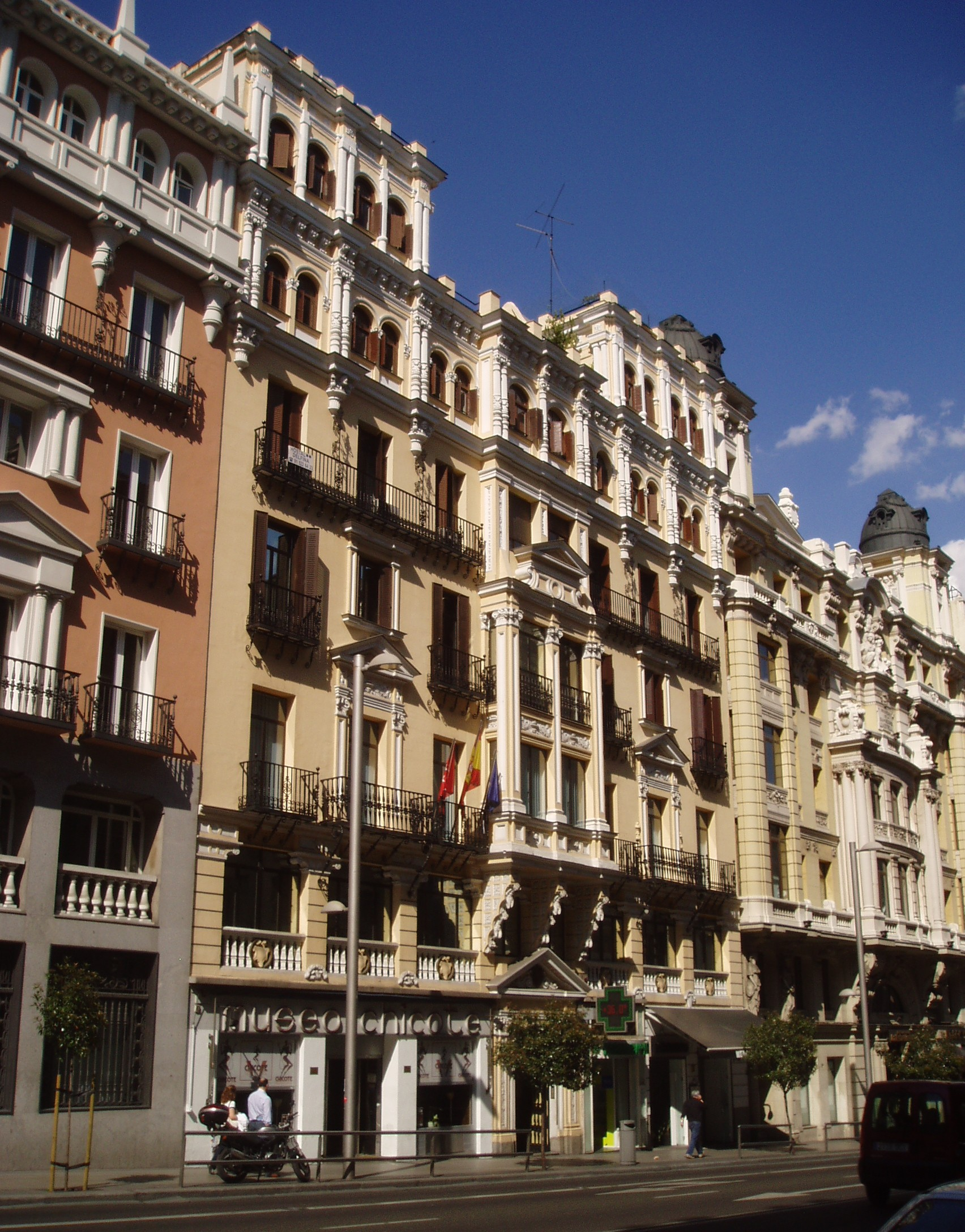
Il Museo Chicote che è anche uno storico bar
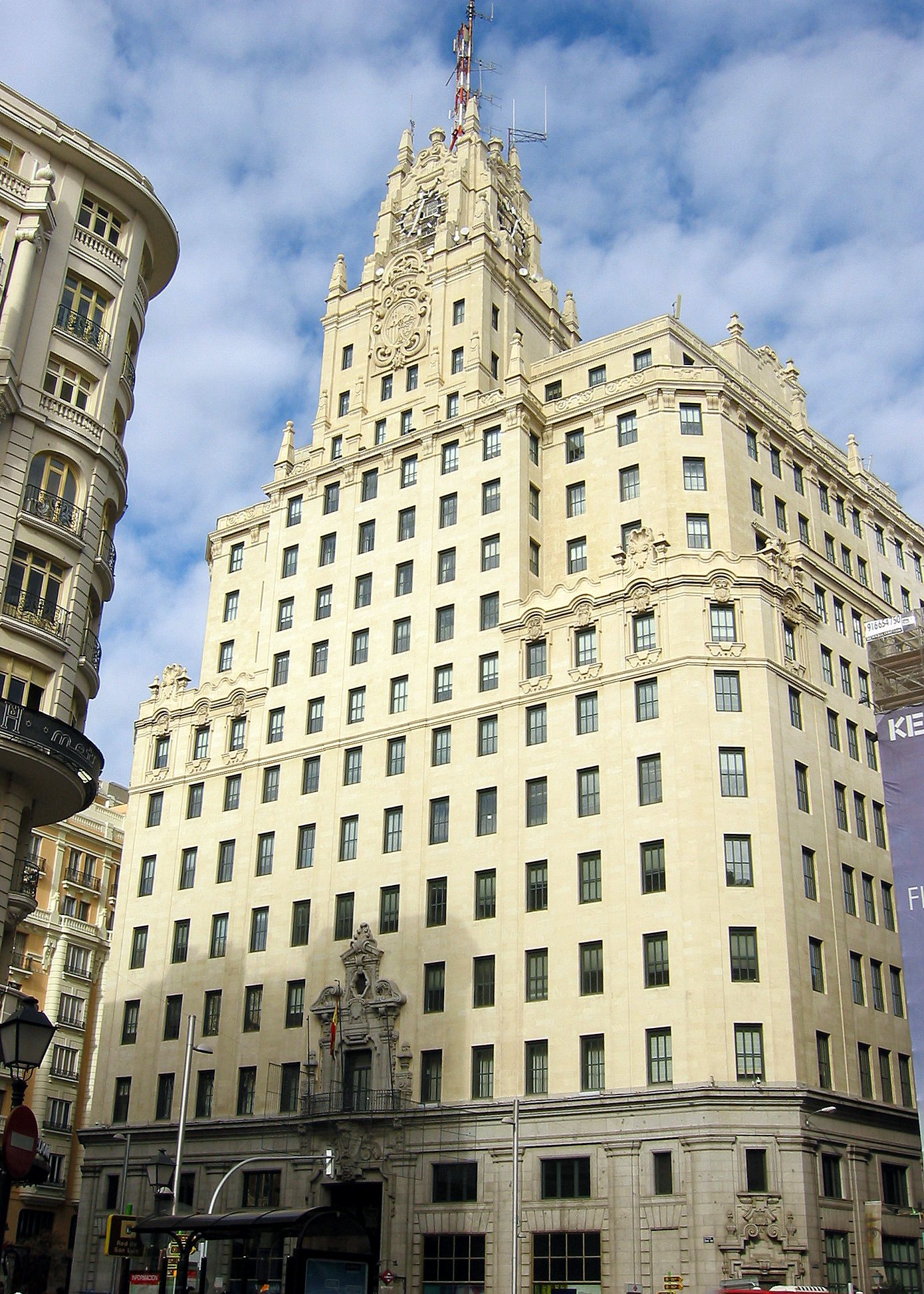
Edificio Telefónica
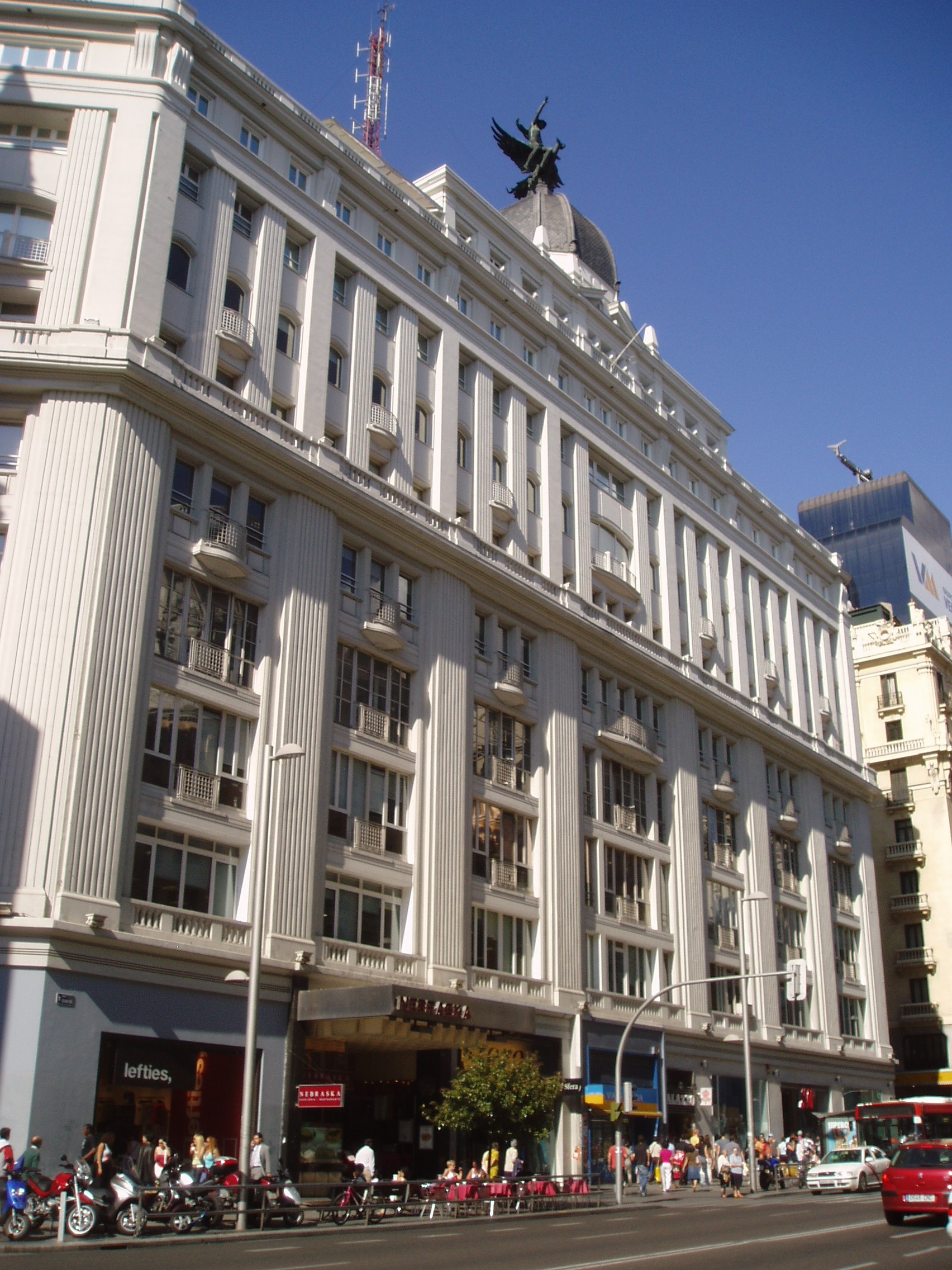
Edificio Madrid-Paris
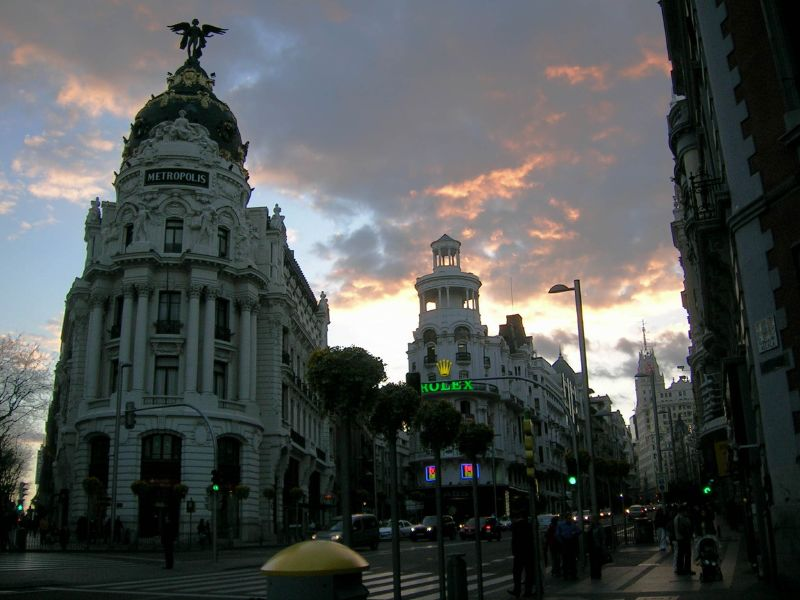
La Gran Via
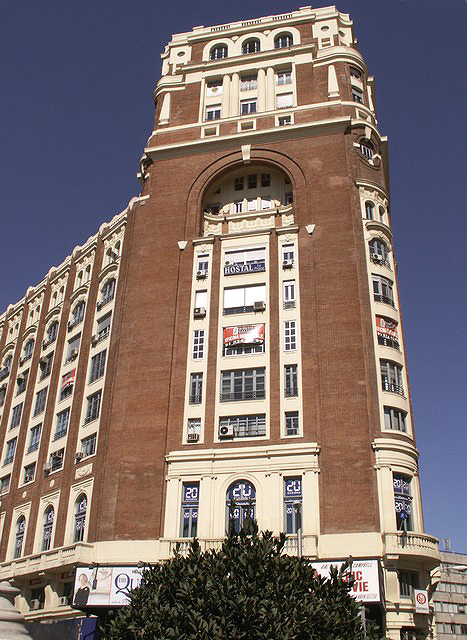
Palacio de la Prensa
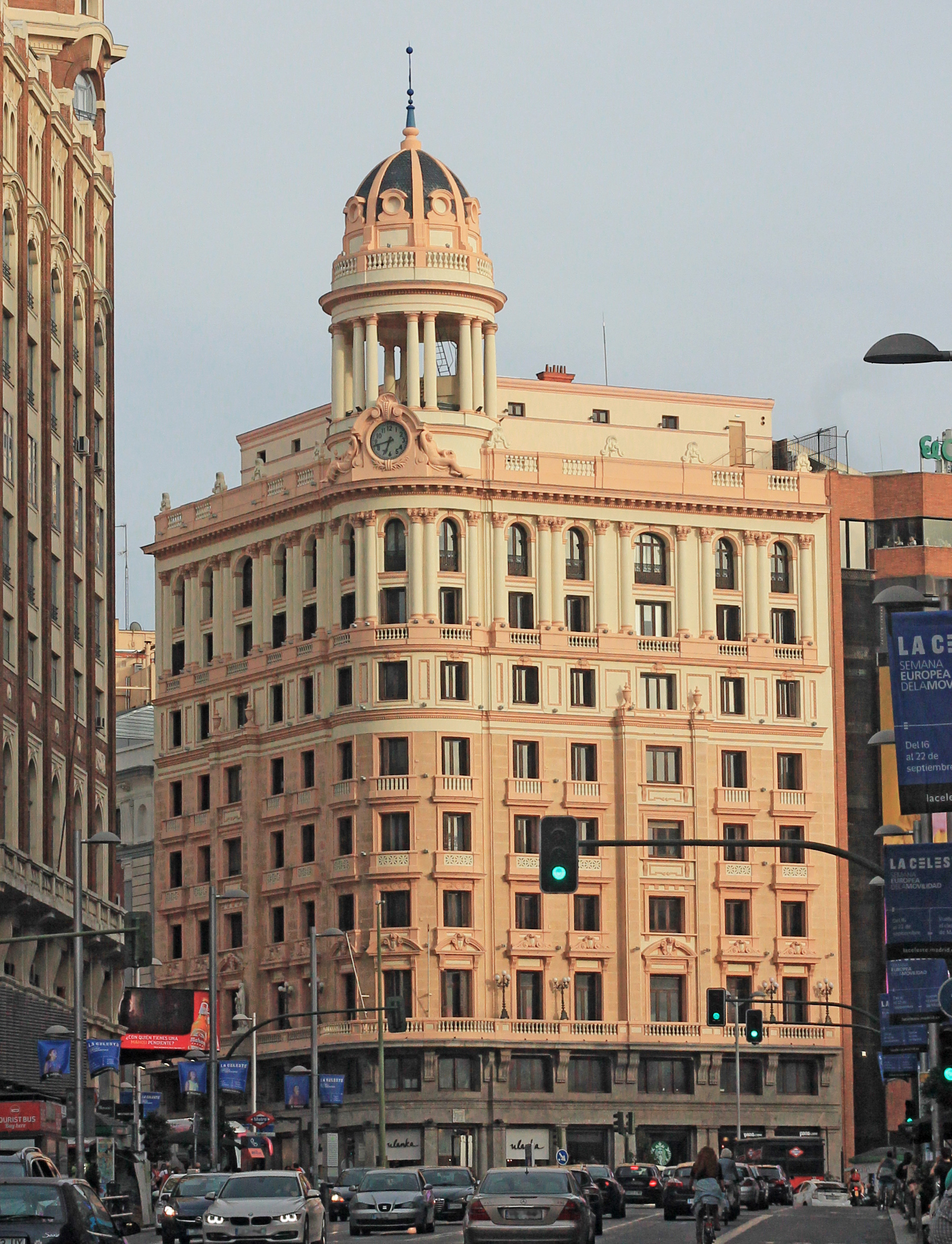
Edificio La Adriática
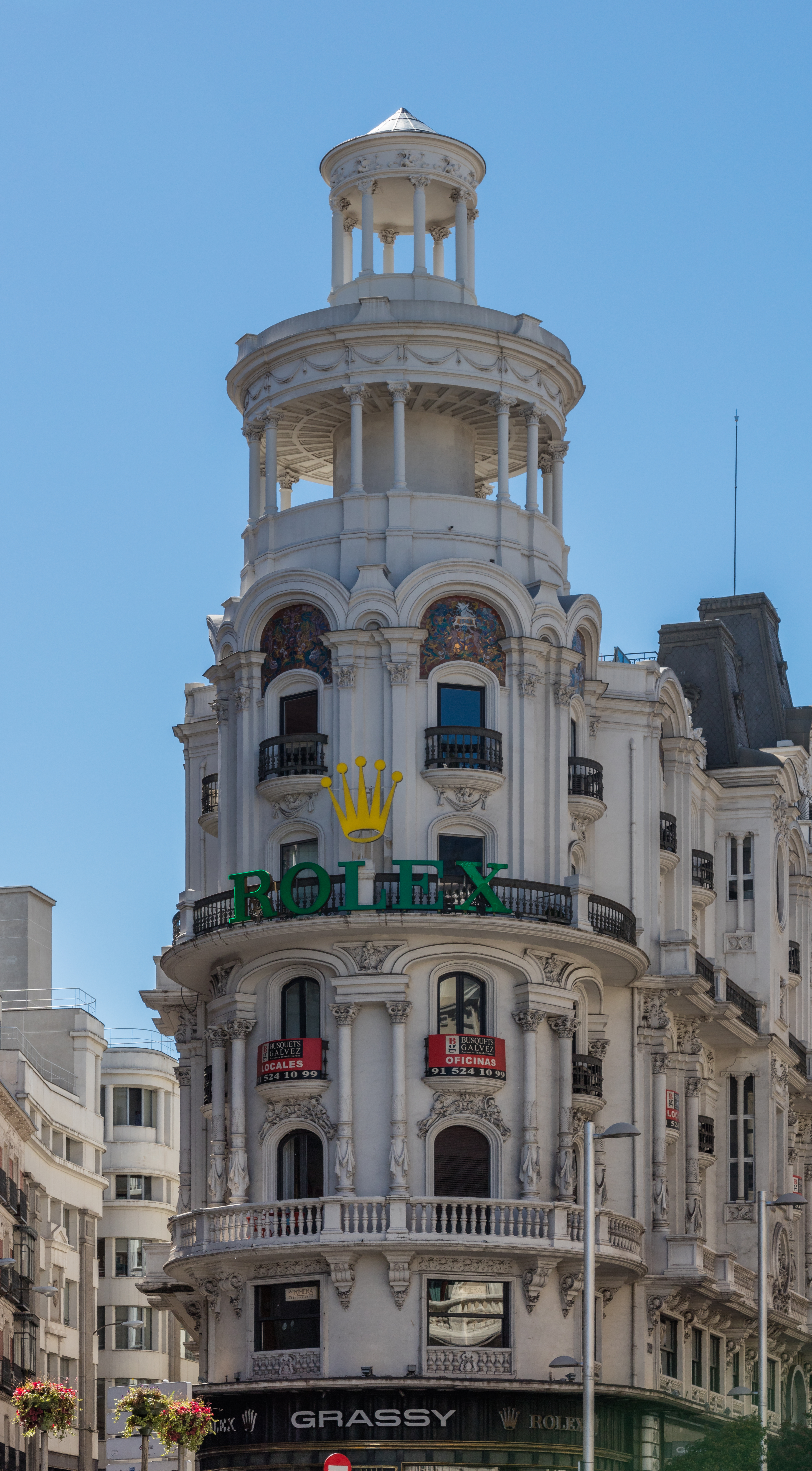
Edificio Grassy
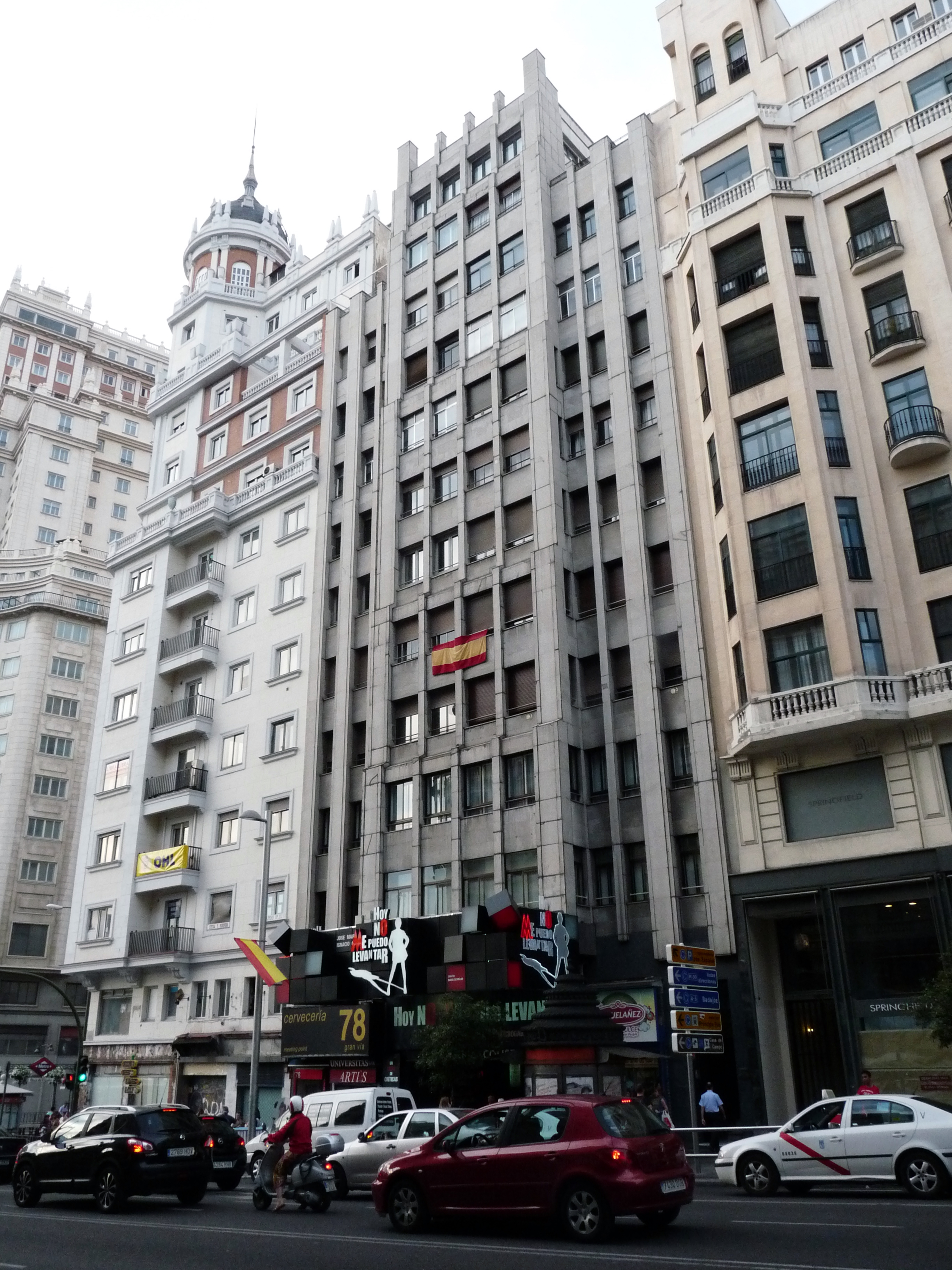
Edificio Coliseum